# Farmàcia Argelaguet
La Farmàcia Argelaguet és un edifici modernista de Sabadell (Vallès Occidental) inclòs a l'Inventari del Patrimoni Arquitectònic de Catalunya.

## Descripció
Presenta una decoració de la façana de caràcter modernista. La porta d'entrada al local mostra una ornamentació amb ceràmica vidriada, ocupant el brancal i la llinda de la porta, dividint-se en dues zones: la zona del sòcol amb rajols monocroms i la part superior amb una ornamentació vegetal policroma que neix dels brancals de la porta. A l'alçada de la llinda hi ha dos medallons ovalats en els que es representa el símbol farmacèutic de la serp enroscada en la copa i un pot de ceràmica dels utilitzats en les farmàcies per tal de conservar els productes medicinals. Sobre la llinda hi ha el cartell que anuncia l'establiment: "Farmàcia". Cal destacar el treball de fusteria de l'interior de la botiga, ja que es tracta de les prestatgeries originals en excel·lent estat de conservació.